# Maule (region)
35°25′36″S 71°40′18″V / 35.42667°S 71.67167°V
Maule er en af Chiles regioner og har nummer VII på den officielle liste. Regionen har navn efter floden Maule, der i historisk sammenhæng blandt andet markerede sydgrænsen for inkaernes rige.
Regionen har et areal på 30.296,1 km² og grænser op til O'Higgins mod nord, mod syd til Biobío, mod øst til Argentina og mod vest til Stillehavet. Hovedbyen er Talca, og to andre større byer er Curicó og Linares.

## Natur
Regionen er med i det begrænsede område, hvor man finder den sjældne og truede honningpalme (jubaea chilensis). Denne art, der er endemisk for Chile, havde i forhistorisk tid en langt større udbredelse, men menneskets inddragelse af dens naturlige habitat til beboelse og landbrug har betydet en voldsom tilbagegang for dens udbredelse. Derudover finder man også i mindre omfang en truet art af sydbøg, Nothofagus allesandri, der oprindeligt dækkede store dele af Chile.

## Historie
Maule-regionen har skabt en lang række kendte personer inden for såvel kulturlivet som politik og videnskab. Således regnes Maule-floden for Chiles litterære hovedåre, hvor mange fortællinger i roman- og novelleform foregår. Mange af forfatterne har desuden selv fremhævet stedets betydning for deres udvikling. Blandt de kendte personer kan nævnes forfatteren Pablo Neruda, præsidenterne Arturo Alessandri og Carlos Ibáñez del Campo samt naturhistorikeren Juan Ignacio Molina.

## Administration
Maule er opdelt i fire provinser: Curicó, Talca, Linares og Cauquenes. Disse provinser er igen opdelt i sammenlagt 30 kommuner.

## Demografi
I regionen boede der ved folketællingen i 2002 908.097 mennesker, hvoraf en tredjedel bor i landdistrikter; regionen er dermed den i landet med størst befolkningsandel boende i landdistrikter. De største bymæssige bebyggelser er hovedbyen Talca med 235.000 indbyggere. Af andre større byer i regionen finder man Curicó (120.700 indbyggere), Linares (92.000), Constitución (50.914), Parral (47.000), Cauquenes (43.000), Molina (42.000) og San Javier (40.000).

## Økonomi og beskæftigelse
Skovbrug og landbrug er områdets vigtigste erhverv med vinproduktion i centrum. Regionen er landets førende inden for dette område, idet den producerer omkring halvdelen af den vin, der eksporteres, og en række store vingårde findes her. Curicó-dalen (med betydningen "sort vand" på mapudungun) regnes for hjertet i vinproduktionen. Der har været produceret vin i området siden 1830'erne, men efter at vinkøbere over hele verden i de senere årtier for alvor har fået øjnene op for den chilenske vins kvaliteter, er produktionen steget kraftigt, hvilket også har medført udvikling af teknologier, udstyr og infrastruktur i området.
Af andre vigtige eksportartikler kan nævnes blomster og grønsager. Desuden er produktion af elektricitet, gas og vand økonomisk vigtige erhverv, og der er fem store vandkraftværker på Maule-floden.